# Stema județului Arad

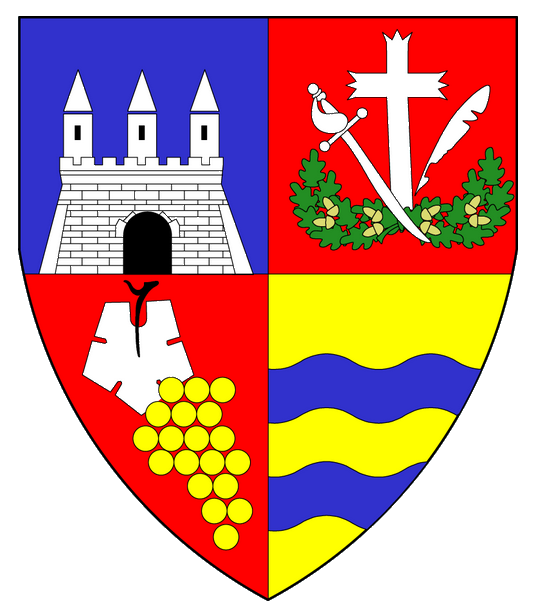
Un scut triunghiular cu marginile rotunjite, scartelat. În partea superioarã, în cartierul din stânga, în câmp roșu, se află o cruce de argint cu brațele treflate, înconjurată de două ramuri de stejar, cu frunze și ghinde de aur. În partea superioară, în cartierul din dreapta, în câmp albastru, se află o cetate de argint cu trei turnuri, cu acoperiș conic li având o poartă deschisă. În partea inferioarã, în cartierul din stânga, pe fond auriu, se află două benzi undate, de culoare albastră. În partea inferioară, în cartierul din dreapta, pe fond rosu, se află un ciorchine de strugure cu boabele de aur și o frunză de viță-de-vie de argint.

### Stema județului Arad
este reprezentată de un scut triunghiular cu marginile rotunjite, scartelat. În partea superioarã, în cartierul din stânga, în câmp roșu, se află o cruce de argint cu brațele treflate, înconjurată de două ramuri de stejar, cu frunze și ghinde de aur. În partea superioară, în cartierul din dreapta, în câmp albastru, se află o cetate de argint cu trei turnuri, cu acoperiș conic li având o poartă deschisă. În partea inferioarã, în cartierul din stânga, pe fond auriu, se află două benzi undate, de culoare albastră. În partea inferioară, în cartierul din dreapta, pe fond rosu, se află un ciorchine de strugure cu boabele de aur și o frunză de viță-de-vie de argint.

### Semnificațiile elementelor însumate:
- Cetatea evocă rolul pe care l-au avut fortificațiile în luptele de apărare. 
- Crucea treflată amintește de edificiile religioase existente de-a lungul secolelor pe aceste meleaguri, evidențiind credința străbună și contribuția ei la lupta pentru unitate națională.
- Ciorchinele de strugure, împreună cu frunza de vită-de-vie, semnifică vechea podgorie a Aradului
- fasciile undate simbolizeazã râurile ce străbat teritoriul județului, și anume Mureșul și Crișul Alb.

## Variante vechi ale stemei

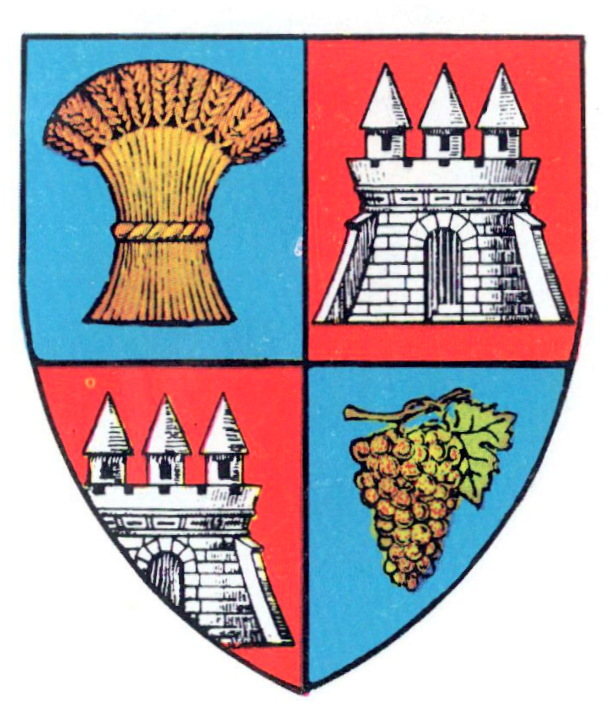
Heraldica județului în perioada interbelică

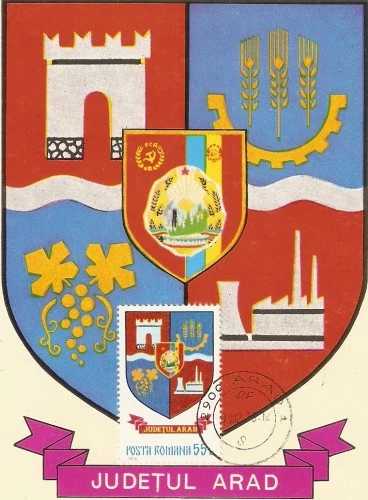
Stema socialist comunistă a județului Arad, circa 1955, model timbru poștă